# Roy Salvadori
Roy Francesco Salvadori (* 12. Mai 1922 in Dovercourt, Essex, England; † 3. Juni 2012 in Beausoleil) war ein britischer Automobilrennfahrer.

## Karriere
Als Sohn italienischer Emigranten geboren, begann seine Motorsport-Karriere herkunftsgerecht 1947 auf einem hubraumstarken Alfa Romeo. Überhaupt schien er im Gegensatz zu seinen englischen Landsleuten eine auffällige Neigung zu italienischen Herstellern zu haben.

### Über Sportwagenrennen in die Formel 1
In die Formel 1 kam er erst nach dem Einsatz auf verschiedenen hochklassigen Wagen in Sportwagenrennen. So fuhr er einen 2-Liter-Maserati für das „Gilby Engineering Team“ Sidney Greenes oder einen Frazer Nash bei den Rennen in Brooklands. Für Greene steuerte er auch zwischen 1954 und 1956 einen Maserati 250F mit beachtlichen Platzierungen bei verschiedenen Grand-Prix-Läufen, die nicht zur Weltmeisterschaft zählten.

### Die Legende von Goodwood

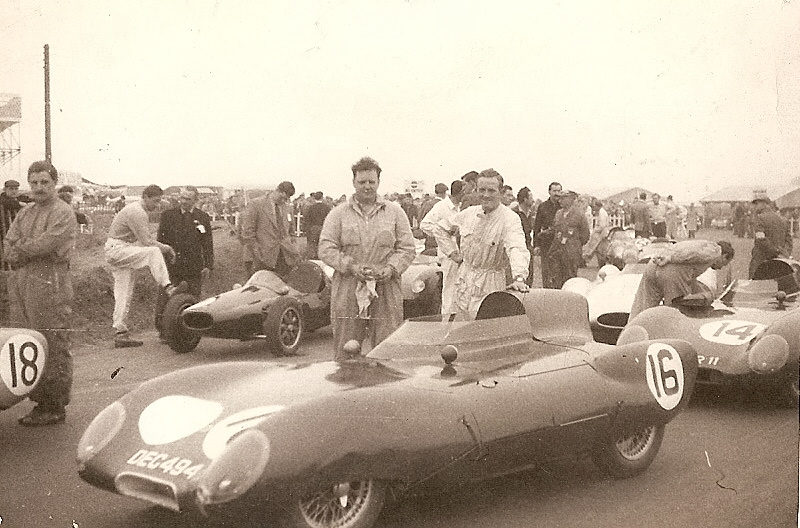
Roy Salvadori im Hintergrund mit dem Fuß auf dem rechten Vorderrad seines Cooper T41; bei einem Formel-2-Rennen 1956

Bei dem nicht zur Weltmeisterschaft zählenden Rennen im Easter-Monday-Goodwood-Meeting traf Salvadori mit seinem Maserati auf Ken Wharton, der als sein Erzrivale galt, und dessen B.R.M.-16-Zylinder. Lediglich der bessere Start und das konsequente Blockieren hielten Wharton vor Salvadori, der den in Kurven deutlich langsameren, aber breiten B.R.M. nicht überholen konnte. Wharton fuhr konsequent Kampflinie. Außerdem verlor sein Motor Öl, das sich auf der Windschutzscheibe und der Brille seines Verfolgers niederschlug. Salvadori verlor offensichtlich die Nerven und gestikulierte drohend. Während der 19. Runde versuchte er in der Lavant-Kurve innen vorbeizukommen und kollidierte. Beide Fahrer konnten zwar nach dem Dreher weiterfahren, aber Salvadori musste mit einem Kupplungsschaden aufgeben, während Ken Wharton das Rennen gewann. „Ken war einer der allerhärtesten Fahrer, ich hätte es besser wissen müssen …“, urteilte Roy Salvadori im Rückblick. Beide Fahrer erhielten daraufhin eine goldene bzw. silberne Taschenuhr vom Veranstalter geschenkt, auf deren Innenseite „Zur Erinnerung an ein unvergessliches Rennwochenende“ graviert war.

### Wechsel zu Cooper und Aston Martin
Im Anschluss daran fragten das Cooper-Team und auch Aston Martin, ob Salvadori nicht für offizielle Rennsporteinsätze innerhalb des Championats zu haben sei. Bezeichnenderweise kam der chancenlose Frontmotor Aston-Martin erst 1959 zum Einsatz, als er technisch bereits überholt war. Während der Formel-1-Saison 1957 startete Salvadori auch für Vanwall, als deren Piloten wegen Krankheit bzw. Verletzungen pausieren mussten. Doch schließlich war er es – und nicht der höher eingeschätzte Jack Brabham –, der beim Grand Prix von Großbritannien mit dem fünften Rang die ersten Punkte für das Cooper-Climax-Team einfuhr.

### Sieg in Le Mans
Salvadoris größter motorsportlicher Erfolg war 1959 der Gesamtsieg beim 24-Stunden-Rennen von Le Mans mit seinem Partner Carroll Shelby auf einem Aston Martin DBR1.

### Ende der Karriere
Später kam Roy Salvadori, dem der Ruf eines verbissenen, aber nie unfairen Kämpfers anhaftete, beinahe zu seinem fälligen Monoposto-Sieg. Beim Grand Prix der USA während der Formel-1-Saison 1961 fuhr er wieder einen Cooper für das Yeoman-Credit-Team. Runde für Runde arbeitete er sich als Zweitplatzierter an den führenden Innes Ireland auf Lotus heran, als der Motor des Cooper und damit auch seine Hoffnungen platzten.
Zum Ende 1962 zog sich der 40-jährige Salvadori von der Formel 1 und einige Jahre später auch von den Sportwagenrennen zurück, um sich seiner Karriere als Autohändler zu widmen. Kurzzeitig sah man ihn wieder in der Formel 1, doch diesmal als Teammanager des Cooper-Maserati-Teams zwischen 1966 und 1967. Danach nahm er endgültig seinen Abschied vom Rennsport.

## Familie
Salvadoris Ehefrau Sue war einer von zwei Töchtern des britischen Rennfahrerehepaars Johnny Hindmarsh und Violette Cordery (1900–1983).

## Statistik

### Statistik in der Automobil-Weltmeisterschaft

#### Gesamtübersicht
| Saison | Team                      | Chassis           | Motor               | Rennen | Siege | Zweiter | Dritter | Poles | schn. Rennrunden | Punkte | WM-Pos. |
| ------ | ------------------------- | ----------------- | ------------------- | ------ | ----- | ------- | ------- | ----- | ---------------- | ------ | ------- |
| 1952   | G. Caprara                | Ferrari 500       | Ferrari 2.0 L4      | 1      | −     | −       | −       | −     | −                | −      | NC      |
| 1953   | Connaught Engineering     | Connaught Type A  | Lea-Francis 2.0 L4  | 5      | −     | −       | −       | −     | −                | −      | NC      |
| 1954   | Gilby Engineering         | Maserati 250F     | Maserati 2.5 L6     | 2      | −     | −       | −       | −     | −                | −      | NC      |
| 1955   | Gilby Engineering         | Maserati 250F     | Maserati 2.5 L6     | 1      | −     | −       | −       | −     | −                | −      | NC      |
| 1956   | Gilby Engineering         | Maserati 250F     | Maserati 2.5 L6     | 3      | −     | −       | −       | −     | −                | −      | NC      |
| 1957   | Vandervell Products Ltd.  | Vanwall VW5       | Vanwall 2.5 L4      | 1      | −     | −       | −       | −     | −                | 2      | 19.     |
| 1957   | Cooper Car Company        | Cooper T43        | Climax 2.0 L4       | 2      | −     | −       | −       | −     | −                | 2      | 19.     |
| 1957   | Cooper Car Company        | Cooper T43        | Climax 1.5 L4       | 1      | −     | −       | −       | −     | −                | 2      | 19.     |
| 1958   | Cooper Car Company        | Cooper T45        | Climax 2.0 L4       | 9      | −     | 1       | 1       | −     | −                | 15     | 4.      |
| 1959   | High Efficiency Motors    | Cooper T45        | Maserati 2.5 L4     | 3      | −     | −       | −       | −     | −                | −      | NC      |
| 1959   | David Brown Corporation   | Aston Martin DBR4 | Aston Martin 2.5 L6 | 4      | −     | −       | −       | −     | −                | −      | NC      |
| 1960   | High Efficiency Motors    | Cooper T51        | Climax 2.5 L4       | 1      | −     | −       | −       | −     | −                | −      | NC      |
| 1960   | David Brown Corporation   | Aston Martin DBR5 | Aston Martin 2.5 L6 | 1      | −     | −       | −       | −     | −                | −      | NC      |
| 1961   | Yeoman Credit Racing Team | Cooper T53        | Climax 1.5 V8       | 5      | −     | −       | −       | −     | −                | 2      | 17.     |
| 1962   | Bowmaker Racing Team      | Lola Mk4          | Climax 1.5 V8       | 7      | −     | −       | −       | −     | −                | −      | NC      |
| Gesamt | Gesamt                    | Gesamt            | Gesamt              | 47     | −     | 1       | 1       | −     | −                | 19     |         |

#### Einzelergebnisse
| Saison | 1   | 2   | 3   | 4   | 5   | 6   | 7   | 8   | 9 | 10 | 11 |
| ------ | --- | --- | --- | --- | --- | --- | --- | --- | - | -- | -- |
| 1952   |     |     |     |     |     |     |     |     |   |    |    |
|        |     |     |     | 8   |     |     |     |     |   |    |    |
| 1953   |     |     |     |     |     |     |     |     |   |    |    |
|        |     | DNF |     | DNF | DNF | DNF |     | DNF |   |    |    |
| 1954   |     |     |     |     |     |     |     |     |   |    |    |
|        |     |     | DNF | DNF |     |     |     |     |   |    |    |
| 1955   |     |     |     |     |     |     |     |     |   |    |    |
|        |     |     |     |     | DNF |     |     |     |   |    |    |
| 1956   |     |     |     |     |     |     |     |     |   |    |    |
|        |     |     |     |     | DNF | DNF | 11  |     |   |    |    |
| 1957   |     |     |     |     |     |     |     |     |   |    |    |
|        | DNQ |     | DNF | 5   | DNF | DNF |     |     |   |    |    |
| 1958   |     |     |     |     |     |     |     |     |   |    |    |
|        | DNF | 4   |     | 8   | 11  | 3   | 2   | 9   | 5 | 7  |    |
| 1959   |     |     |     |     |     |     |     |     |   |    |    |
| 6      |     | DNF | DNF | 6   |     | 6   | DNF | DNF |   |    |    |
| 1960   |     |     |     |     |     |     |     |     |   |    |    |
|        | DNF |     | DNS |     |     | DNF |     |     |   |    |    |
| 1961   |     |     |     |     |     |     |     |     |   |    |    |
|        |     |     | 8   | 6   | 10  | 6   | DNF |     |   |    |    |
| 1962   |     |     |     |     |     |     |     |     |   |    |    |
| DNF    | DNF |     | DNF | DNF | DNF | DNF | DNS | DNF |   |    |    |

| Legende  | Legende            | Legende                                                          |
| Farbe    | Abkürzung          | Bedeutung                                                        |
| -------- | ------------------ | ---------------------------------------------------------------- |
| Gold     | –                  | Sieg                                                             |
| Silber   | –                  | 2. Platz                                                         |
| Bronze   | –                  | 3. Platz                                                         |
| Grün     | –                  | Platzierung in den Punkten                                       |
| Blau     | –                  | Klassifiziert außerhalb der Punkteränge                          |
| Violett  | DNF                | Rennen nicht beendet (did not finish)                            |
| Violett  | NC                 | nicht klassifiziert (not classified)                             |
| Rot      | DNQ                | nicht qualifiziert (did not qualify)                             |
| Rot      | DNPQ               | in Vorqualifikation gescheitert (did not pre-qualify)            |
| Schwarz  | DSQ                | disqualifiziert (disqualified)                                   |
| Weiß     | DNS                | nicht am Start (did not start)                                   |
| Weiß     | WD                 | zurückgezogen (withdrawn)                                        |
| Hellblau | PO                 | nur am Training teilgenommen (practiced only)                    |
| Hellblau | TD                 | Freitags-Testfahrer (test driver)                                |
| ohne     | DNP                | nicht am Training teilgenommen (did not practice)                |
| ohne     | INJ                | verletzt oder krank (injured)                                    |
| ohne     | EX                 | ausgeschlossen (excluded)                                        |
| ohne     | DNA                | nicht erschienen (did not arrive)                                |
| ohne     | C                  | Rennen abgesagt (cancelled)                                      |
| ohne     | keine WM-Teilnahme |                                                                  |
| sonstige | P/fett             | Pole-Position                                                    |
| sonstige | 1/2/3/4/5/6/7/8    | Punktplatzierung im Sprint-/Qualifikationsrennen                 |
| sonstige | SR/kursiv          | Schnellste Rennrunde                                             |
| sonstige | *                  | nicht im Ziel, aufgrund der zurückgelegten Distanz aber gewertet |
| sonstige | ()                 | Streichresultate                                                 |
| sonstige | unterstrichen      | Führender in der Gesamtwertung                                   |

### Le-Mans-Ergebnisse
| Jahr | Team                          | Fahrzeug                  | Teamkollege        | Platzierung            | Ausfallgrund         |
| ---- | ----------------------------- | ------------------------- | ------------------ | ---------------------- | -------------------- |
| 1953 | Aston Martin Ltd.             | Aston Martin DB3          | George Abecassis   | Ausfall                | Kupplungsschaden     |
| 1954 | Aston Martin Lagonda Ltd.     | Aston Martin DB3SSC       | Reginald Parnell   | Ausfall                | überhitzter Zylinder |
| 1955 | Aston Martin Ltd.             | Aston Martin DB3S         | Peter Walker       | Ausfall                | Motorschaden         |
| 1956 | Aston Martin Ltd.             | Aston Martin DB3S         | Peter Walker       | Ausfall                | Unfall               |
| 1957 | David Brown                   | Aston Martin DBR1/300     | Les Leston         | Ausfall                | Ölpumpe              |
| 1958 | David Brown Racing Department | Aston Martin DBR1/300     | Stuart Lewis-Evans | Ausfall                | Unfall               |
| 1959 | David Brown Racing Department | Aston Martin DBR1/300     | Carroll Shelby     | Gesamtsieg             |                      |
| 1960 | Border Reivers                | Aston Martin DBR1/300     | Jim Clark          | Rang 3                 |                      |
| 1961 | Essex Racing Stable           | Aston Martin DBR1/300     | Tony Maggs         | Ausfall                | Leck im Benzintank   |
| 1962 | Briggs Cunningham             | Jaguar E-Type FHC         | Briggs Cunningham  | Rang 4 und Klassensieg |                      |
| 1963 | Briggs Cunningham             | Jaguar E-Type Lightweight | Paul Richards      | Ausfall                | Unfall               |

### Sebring-Ergebnisse
| Jahr | Team                     | Fahrzeug              | Teamkollege      | Platzierung            | Ausfallgrund          |
| ---- | ------------------------ | --------------------- | ---------------- | ---------------------- | --------------------- |
| 1954 | Aston Martin Ltd.        | Aston Martin DB3S     | Reginald Parnell | Ausfall                | Motorschaden          |
| 1956 | David Brown & Sons Ltd.  | Aston Martin DB3S     | Carroll Shelby   | Rang 4 und Klassensieg |                       |
| 1957 | Maserati Factory         | Maserati 250S         | Carroll Shelby   | Disqualifiziert        |                       |
| 1958 | David Brown              | Aston Martin DBR1/300 | Carroll Shelby   | Ausfall                | Kraftübertragung      |
| 1959 | Aston Martin David Brown | Aston Martin DBR1/300 | Carroll Shelby   | Ausfall                | Schalthebel gebrochen |

### Einzelergebnisse in der Sportwagen-Weltmeisterschaft
| Saison | Team                           | Rennwagen                           | 1   | 2   | 3   | 4   | 5   | 6   | 7   | 8   | 9   | 10  | 11  | 12  | 13  | 14  | 15  | 16  | 17  | 18  | 19  | 20  | 21  | 22  |
| ------ | ------------------------------ | ----------------------------------- | --- | --- | --- | --- | --- | --- | --- | --- | --- | --- | --- | --- | --- | --- | --- | --- | --- | --- | --- | --- | --- | --- |
| 1953   | Aston Martin Ecurie Ecosse     | Aston Martin DB3S Jaguar C-Type     | SEB | MIM | LEM | SPA | NÜR | RTT | CAP |     |     |     |     |     |     |     |     |     |     |     |     |     |     |     |
| 1953   | Aston Martin Ecurie Ecosse     | Aston Martin DB3S Jaguar C-Type     |     |     | DNF |     | 2   | DNF |     |     |     |     |     |     |     |     |     |     |     |     |     |     |     |     |
| 1954   | Aston Martin                   | Aston Martin DB3S                   | BUA | SEB | MIM | LEM | RTT | CAP |     |     |     |     |     |     |     |     |     |     |     |     |     |     |     |     |
| 1954   | Aston Martin                   | Aston Martin DB3S                   | DNF | DNF |     | DNF | DNF |     |     |     |     |     |     |     |     |     |     |     |     |     |     |     |     |     |
| 1955   | Aston Martin                   | Aston Martin DB3S                   | BUA | SEB | MIM | LEM | RTT | TAR |     |     |     |     |     |     |     |     |     |     |     |     |     |     |     |     |
| 1955   | Aston Martin                   | Aston Martin DB3S                   |     |     |     | DNF | 7   |     |     |     |     |     |     |     |     |     |     |     |     |     |     |     |     |     |
| 1956   | Aston Martin                   | Aston Martin DB3S                   | BUA | SEB | MIM | NÜR | KRI |     |     |     |     |     |     |     |     |     |     |     |     |     |     |     |     |     |
| 1956   | Aston Martin                   | Aston Martin DB3S                   |     | 4   |     | DNF |     |     |     |     |     |     |     |     |     |     |     |     |     |     |     |     |     |     |
| 1957   | Maserati Aston Martin          | Maserati 250S Aston Martin DBR1/300 | BUA | SEB | MIM | NÜR | LEM | KRI | CAR |     |     |     |     |     |     |     |     |     |     |     |     |     |     |     |
| 1957   | Maserati Aston Martin          | Maserati 250S Aston Martin DBR1/300 |     | DNF |     | 6   | DNF |     |     |     |     |     |     |     |     |     |     |     |     |     |     |     |     |     |
| 1958   | Aston Martin                   | Aston Martin DBR1                   | BUA | SEB | TAR | NÜR | LEM | RTT |     |     |     |     |     |     |     |     |     |     |     |     |     |     |     |     |
| 1958   | Aston Martin                   | Aston Martin DBR1                   |     | DNF |     | DNF | DNF | 2   |     |     |     |     |     |     |     |     |     |     |     |     |     |     |     |     |
| 1959   | Aston Martin                   | Aston Martin DBR1                   | SEB | TAR | NÜR | LEM | RTT |     |     |     |     |     |     |     |     |     |     |     |     |     |     |     |     |     |
| 1959   | Aston Martin                   | Aston Martin DBR1                   | DNF |     |     | 1   | DNF |     |     |     |     |     |     |     |     |     |     |     |     |     |     |     |     |     |
| 1960   | Border Reivers                 | Aston Martin DBR1                   | BUA | SEB | TAR | NÜR | LEM |     |     |     |     |     |     |     |     |     |     |     |     |     |     |     |     |     |
| 1960   | Border Reivers                 | Aston Martin DBR1                   |     |     |     | DNF | 3   |     |     |     |     |     |     |     |     |     |     |     |     |     |     |     |     |     |
| 1961   | Essex Racing Stable            | Aston Martin DBR1                   | SEB | TAR | NÜR | LEM | PES |     |     |     |     |     |     |     |     |     |     |     |     |     |     |     |     |     |
| 1961   | Essex Racing Stable            | Aston Martin DBR1                   | DNF |     |     |     |     |     |     |     |     |     |     |     |     |     |     |     |     |     |     |     |     |     |
| 1962   | Briggs Cunningham              | Jaguar E-Type                       | DAY | SEB | SEB | MAI | TAR | BER | NÜR | LEM | TAV | CCA | RTT | NÜR | BRI | BRI | PAR |     |     |     |     |     |     |     |
| 1962   | Briggs Cunningham              | Jaguar E-Type                       |     |     |     |     |     |     |     | 4   |     |     | 4   |     |     |     |     |     |     |     |     |     |     |     |
| 1963   | Briggs Cunningham C. T. Atkins | Jaguar E-Type                       | DAY | SEB | SEB | TAR | SPA | MAI | NÜR | CON | ROS | LEM | MON | WIS | TAV | FRE | CCE | RTT | OVI | NÜR | MON | MON | TDF | BRI |
| 1963   | Briggs Cunningham C. T. Atkins | Jaguar E-Type                       |     |     |     |     |     |     |     |     |     | DNF |     |     |     |     |     | 3   |     |     |     | 1   |     |     |
| 1964   | Dawnay Racing                  | Aston Martin DP214 Shelby Cobra     | DAY | SEB | TAR | MON | SPA | CON | NÜR | ROS | LEM | REI | FRE | CCE | RTT | SIM | NÜR | MON | TDF | BRI | BRI | PAR |     |     |
| 1964   | Dawnay Racing                  | Aston Martin DP214 Shelby Cobra     | DNF |     |     |     |     |     |     |     |     |     |     |     | DNF |     |     |     |     |     |     |     |     |     |